# تالاموس
تالاموس (thalamus) یا نهنج در مغز و محل تقویت و پردازش اطلاعات است.
الیاف اعصاب حس پنج‌گانه بدن انسان به جز حس بویایی برای تقویت وارد تالاموس شده و سپس از تالاموس خارج و وارد قشر مخ برای پردازش می‌شوند. تقویت نشدن حس بویایی انسان توسط تالاموس از دلایل اصلی ضعیف بودن این حس در انسان نسبت به دیگر حیوانات مانند سگ می‌باشد. همچنین تالاموس مسئول تطبیق تصویرها با عواطف می‌باشد. تحریک هسته‌های میانی، پسین و پیشین تالاموس به دگرگونی در پاسخ‌های احساسی می‌انجامد ولی اهمیت این هسته‌ها در تنظیم رفتارهای احساسی به واسطه خود تالاموس نیست بلکه به چرایی ارتباط این هسته‌ها با دیگر سازه‌های دستگاه کناره‌ای می‌باشد.
اجزای تالاموس :هستهٔ شکمی پیشین (ventral anterior)، هستهٔ شکمی‌کناری (ventro-lateral nucleus)، هستهٔ شکمی‌پسین‌کناری (خلفی جانبی) (ventro-postero-lateral)، هستهٔ شکمی‌پسین‌میانی (ventro-postero-median) که در داخل هستهٔ شکمی خلفی جانبی قرار دارد و هستهٔ بالشتکی که خلفی‌ترین هستهٔ تالاموس است.

## نگارخانه

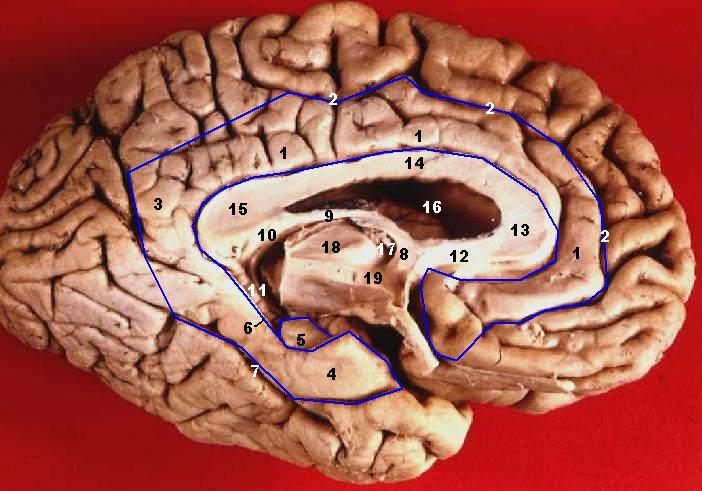
دستگاه کناره‌ای و تالاموس
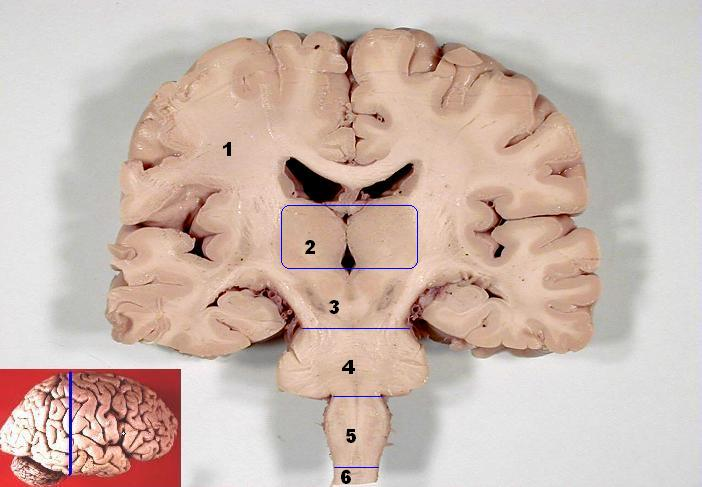
برشی از مغز انسان
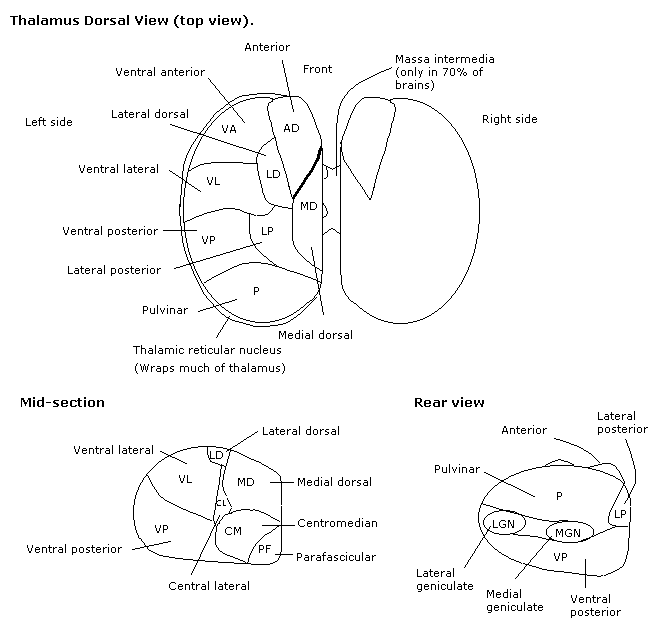
تالاموس
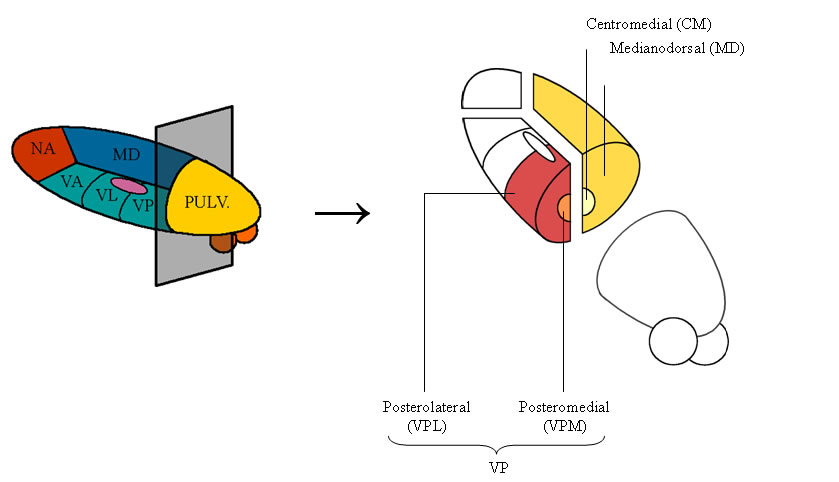
بخش‌های تالاموس
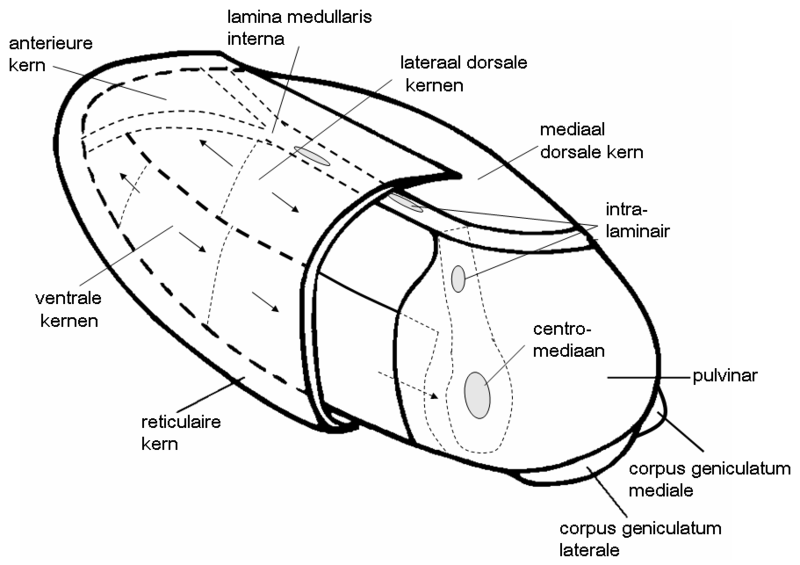
بخش‌های تالاموس
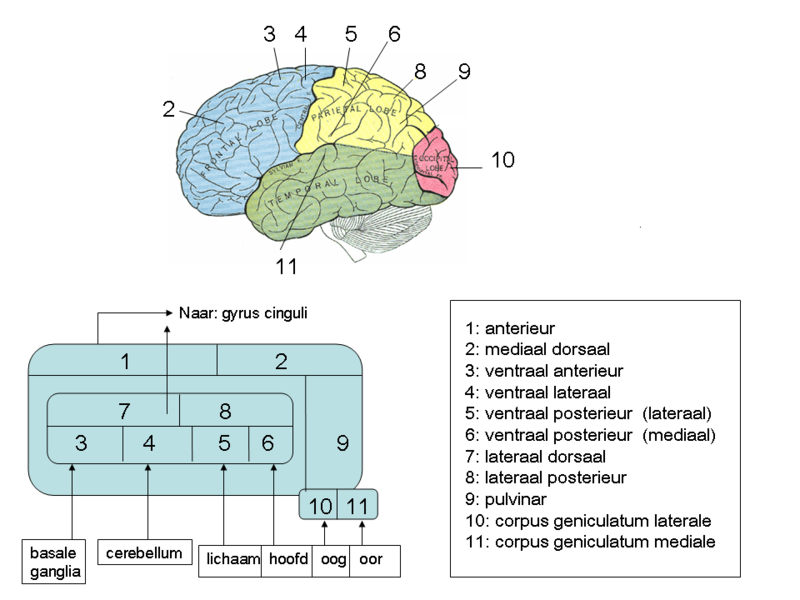
زایده‌های تالاموس